# Dione (astronomia)
Dione (pron. [diˈone]) è un satellite naturale del pianeta Saturno, il quarto per dimensioni, dopo Titano, Rea e Giapeto. Scoperto dall'astronomo italiano Giovanni Domenico Cassini nel 1684, deve il suo nome a Dione, una ninfa sorella di Crono secondo la mitologia greca; è anche designato Saturno IV.

## Storia delle osservazioni
Cassini, che oltre a Dione aveva scoperto Teti, Rea e Giapeto, chiamò i nuovi corpi celesti Sidera Lodoicea ("le stelle di Luigi"), in onore di Luigi XIV, senza specificare alcun nome per ognuno di essi; gli astronomi presero così l'abitudine di riferirsi a loro e a Titano, già noto in precedenza, come Saturno I, II, ..., fino a Saturno V. Quando nel 1789 vennero scoperti Mimante ed Encelado lo schema di numerazione fu esteso fino a Saturno VII.
I nomi attuali dei satelliti naturali di Saturno furono suggeriti da John Herschel (figlio di William Herschel, scopritore di Mimante ed Encelado) in una sua pubblicazione del 1847, dove suggerì di adottare i nomi dei titani e delle titanidi, i fratelli e le sorelle di Crono secondo la mitologia greca (nella quale Crono corrisponde alla divinità romana Saturno).

## Esplorazione spaziale

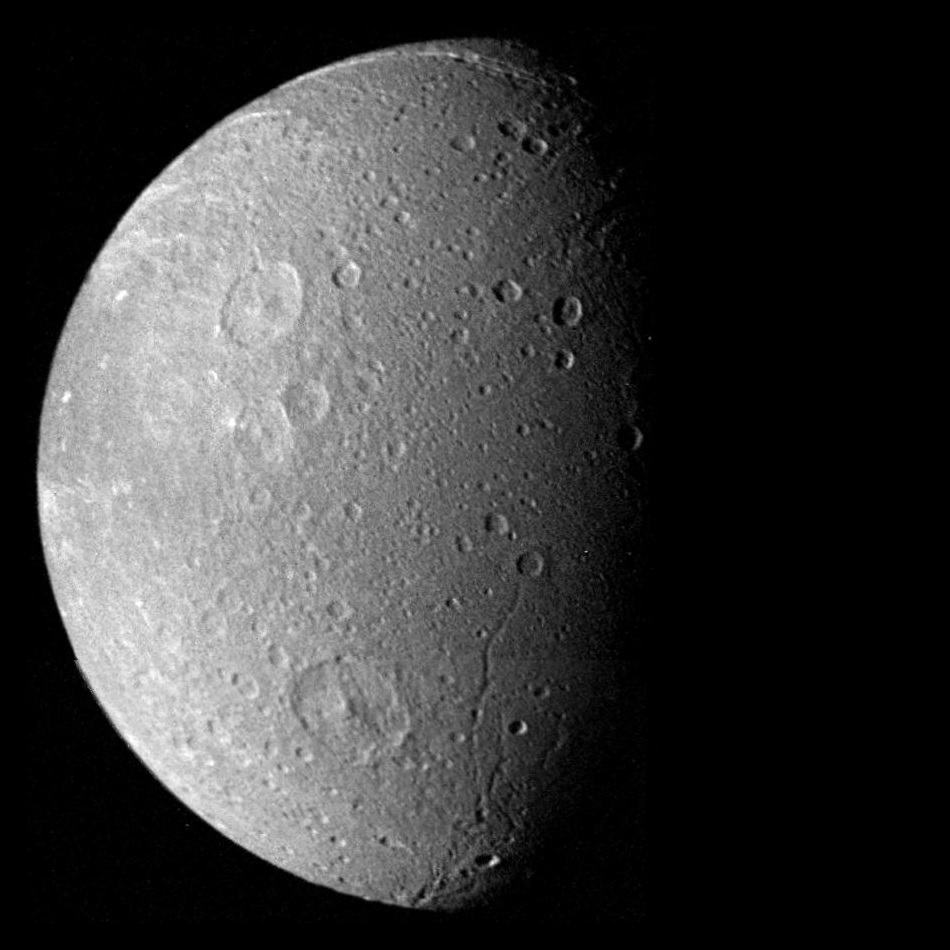
Dione fotografato dalla sonda Voyager 1 il 12 novembre 1980

Dione è stata ripresa per la prima volta dalle sonde spaziali Voyager ed è stata sorvolata a distanza ravvicinata cinque volte dalla sonda Cassini. Un sorvolo ravvicinato mirato, a una distanza di 500 km avvenne l'11 ottobre 2005, un altro sorvolo è stato effettuato il 7 aprile 2010 sempre a una distanza di 500 km. Un terzo sorvolo, il più ravvicinato, è stato effettuato il 12 dicembre 2011 a una distanza di 99 km, mentre il sorvolo successivo è avvenuto il 16 giugno 2015 a una distanza di 516 km. L'ultimo sorvolo della Cassini è stato eseguito il 17 agosto 2015 a una distanza di 474 km.
Nel maggio 2013, è stato annunciato che la Cassini aveva fornito agli scienziati la prova che Dione era più attivo di quanto si pensasse in precedenza. Utilizzando dati topografici, gli scienziati della NASA hanno dedotto che la depressione crostale associata a una dorsale montuosa nell'emisfero principale sarebbe meglio spiegata se esistesse un oceano liquido sotterraneo come quello di Encelado. Il crinale del Janiculum Dorsa ha un'altezza da 1 a 2 km e la crosta di Dione sembra incresparsi per 0,5 km sotto di essa, suggerendo che la crosta ghiacciata fosse calda quando questa caratteristica si formò, probabilmente a causa della presenza di un oceano liquido nel sottosuolo.

## Parametri orbitali
Dione orbita attorno a Saturno in 2,74 giorni; il semiasse maggiore della sua orbita, di 377396 km, è circa il 2% inferiore a quello della Luna attorno alla Terra. Data la maggior massa di Saturno, il periodo orbitale di Dione è comunque solo un decimo di quello della Luna. Dione è in risonanza orbitale 1:2 con Encelado, ossia completa un'orbita attorno a Saturno mentre Encelado ne completa due. Questa risonanza contribuisce a mantenere l'eccentricità orbitale di Encelado (0,0047), fornendo una fonte di calore per una vasta attività geologica di quest'ultimo, che presenta una rilevante attività criovulcanica sulla sua superficie.
Dione ha due satelliti co-orbitali, o troiani, Elena e Polluce. Essi si trovano all'interno dei punti lagrangiani L4 e L5 di Dione, rispettivamente 60 gradi davanti e dietro a Dione.
Come gli altri maggiori satelliti di Saturno, Dione è in rotazione sincrona e volge sempre la stessa faccia al pianeta.

## Caratteristiche

### Struttura interna
In base alla sua densità, l'interno di Dione è probabilmente una combinazione di roccia di silicati e ghiaccio d'acqua in parti quasi uguali in massa. Le osservazioni della sonda Cassini suggeriscono un nucleo roccioso di circa 400 km di raggio circondato da un involucro di acqua di circa 160 km, principalmente sotto forma di ghiaccio d'acqua, ma con la parte inferiore dello spessore di circa 65 km che sembra essere costituito da un oceano di acqua salata  (una situazione simile a quella del suo partner di risonanza orbitale, Encelado). L'oceano si trova 100 km sotto la superficie e diversi indizi portano a questa conclusione, come i dati relativi alla gravità e la flessione verso il basso della superficie alle pendici della Janiculum Dorsa, può essere facilmente essere spiegati dalla presenza di un tale oceano.
Dione è probabilmente il terzo satellite di Saturno ad avere un oceano di acqua liquida sotto la superficie, dopo Titano ed Encelado, ed era presente fin dalla sua formazione, quando il calore interno era più elevato. Nonostante l'oceano si trovi molto più in profondità rispetto a quello di Encelado, anch'esso si trova a contatto col materiale roccioso del nucleo, e l'interazione tra acqua liquida e roccia è fondamentale per creare gli ingredienti che possono portare alla sviluppo della vita.

### Superficie

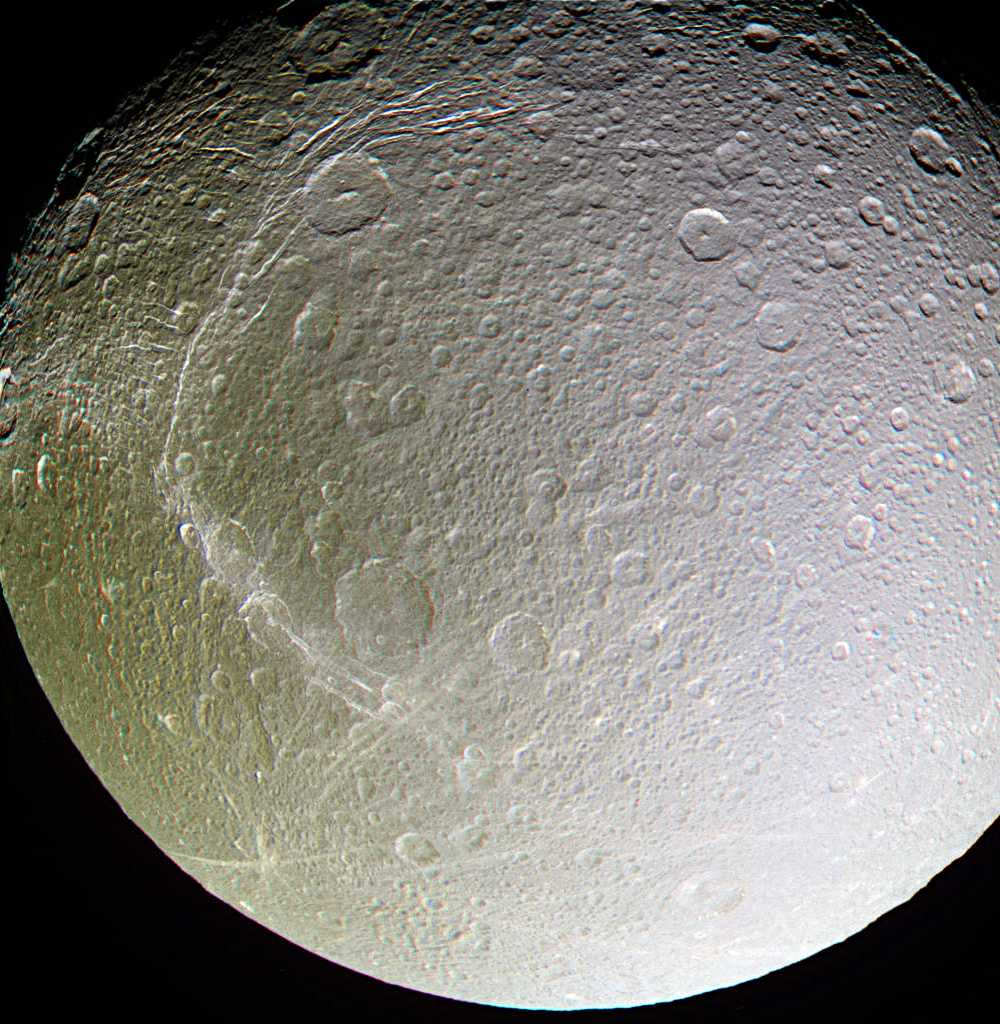
Immagine a colori intensificati di Dione che mostra l'emisfero posteriore più scuro e il terreno fratturato

Sebbene più piccolo di Rea, Dione è per certi aspetti molto simile a tale oggetto. Entrambi i corpi presentano composizioni simili, distribuzioni di albedo analoghe (che denunciano una grande varietà di terreni), e sono caratterizzati da una chiara divisione fra l'emisfero anteriore e quello posteriore. L'emisfero anteriore di Dione è pesantemente craterizzato ed uniformemente brillante; l'emisfero posteriore, al contrario, presenta un aspetto peculiare, essendo caratterizzato da una rete di brillanti e sottili striature su sfondo scuro che si sovrappone ai crateri, indicando che si tratta di una formazione geologica più recente. Si tratta in verità di dirupi di ghiaccio.

### Striature

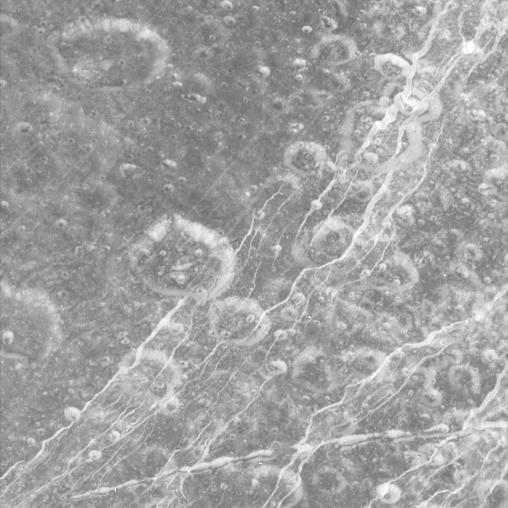
Un dettaglio delle formazioni superficiali di Dione

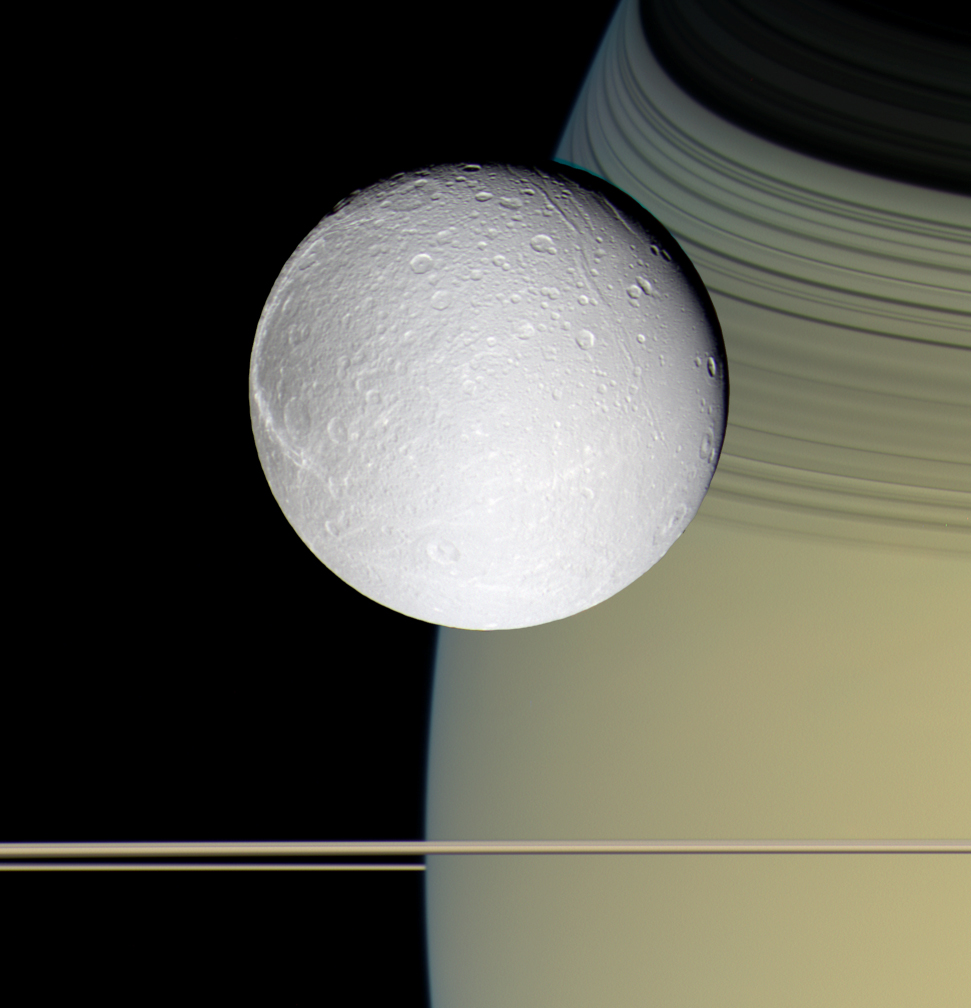
Dione e Saturno, visti dalla sonda spaziale Cassini

Prima del fly-by effettuato dalla sonda spaziale Cassini il 13 dicembre 2004 l'origine del sottile materiale brillante che caratterizza la superficie di Dione era ignota, anche perché le uniche fotografie disponibili erano state scattate da grande distanza. Tutto ciò che si sapeva era che il materiale presentava un'elevata albedo, e consisteva di uno strato abbastanza sottile da non oscurare la superficie sottostante. Una teoria comunemente accettata prevedeva che poco dopo la sua formazione Dione fosse geologicamente attivo, e che tramite qualche processo, forse di natura criovulcanica, del materiale proveniente dall'interno potesse essere riemerso in superficie; le strisce si sarebbero dunque formate in seguito a eruzioni lungo le fessure che precipitarono sulla superficie sotto forma di neve o cenere. Più tardi, quando l'attività interna cessò, la formazione dei crateri si concentrò principalmente sull'emisfero anteriore, cancellandone le striature.
Le immagini inviate dalla Cassini, tuttavia, mostrano che le strisce non sono depositi di ghiaccio, ma piuttosto rupi scoscese ricoperte di materiale ghiacciato, create da fratture tettoniche; Dione si è rivelato un corpo lacerato da enormi fratture sull'emisfero posteriore.
La sonda Cassini ha compiuto un ulteriore e più ravvicinato fly-by del satellite l'11 ottobre 2005, a una distanza record di appena 500 km dalla sua superficie.

### Crateri
In passato l'emisfero posteriore di Dione è stato oggetto di un pesante bombardamento meteorico, che ha generato numerosi crateri più grandi di 100 km di diametro; al contrario, l'emisfero anteriore presenta crateri nell'ordine dei 30 km di diametro. Il dato contrasta con le previsioni dei planetologi; Eugene Shoemaker e Wolfe avevano avanzato un modello di craterizzazione per un satellite in rotazione sincrona che indicava un maggior tasso di craterizzazione per l'emisfero anteriore. La peculiarità della distribuzione dei crateri su Dione potrebbe suggerire che, durante il periodo di maggior bombardamento, l'oggetto presentasse un diverso emisfero anteriore; trattandosi di un corpo di dimensioni ridotte, qualsiasi impatto in grado di provocare un cratere di 35 chilometri avrebbe potuto causarne una rotazione, e dato l'alto numero di crateri di dimensioni simili Dione potrebbe essere stato soggetto più volte a rotazioni cataclismatiche nel corso delle prime fasi di vita del sistema solare. La struttura dei crateri e l'elevata albedo del lato anteriore suggeriscono che Dione è rimasto nell'orientamento attuale per diversi miliardi di anni.
Come su Callisto, anche su Dione mancano le strutture rilevate che circondano solitamente i crateri sulla Luna e su Mercurio, probabilmente a causa del cedimento della debole crosta ghiacciata nel tempo.

### Atmosfera
All'inizio del 2010, la sonda Cassini ha scoperto una tenue atmosfera composta da ossigeno molecolare ionizzato molto sottile, al punto che gli scienziati preferiscono chiamarla esosfera piuttosto che tenue atmosfera.
L'ossigeno proviene dal ghiaccio che ricopre la superficie, si pensa che la radiazione solare e le particelle altamente cariche provenienti dalle potente magnetosfera di Saturno possano separare idrogeno e ossigeno dal ghiaccio che ricopre la superficie. La densità degli ioni di ossigeno molecolare rilevata dallo spettrometro al plasma della Cassini va da 10 000 a 90 000 per m³.